# Château de Beauclair
Pour les articles homonymes, voir Beauclair (homonymie).
Le château de Beauclair est un château situé à Morville-en-Beauce, dans le département du Loiret, en France.

## Géographie
Le château de Beauclair est situé sur la commune de Morville-en-Beauce (Loiret), au lieu-dit Bezonville, au nord du bourg, à 127 mètres d'altitude, le long de la route menant à Thignonville, dans la région naturelle de la Beauce.

## Histoire
Le château de Beauclair s'élève à l'emplacement d'une ancienne villa gallo-romaine. Jacques de La Barre, seigneur d'Arbouville et gentilhomme ordinaire de la Maison du Roi, cède cette terre en 1558 à Claude Bourdin, contrôleur des écuries du roi Henri II. Sa fille Élisabeth épouse Édouard Le Coigneux, conseiller au Parlement de Rouen. Ils héritent du fief de Bezonville, qui passe ensuite par mariage chez les comtes de Chambly, également comtes de Bosmont. La fille du dernier comte de Chambly, Jacqueline-Louise, héritière de sa maison, épouse en 1741 le comte René-François-André de La Tour du Pin La Charce. Une clause du contrat de mariage imposait que le fils aîné qui naîtrait de cette union relève le nom et les armes de la maison de Chambly. Ce fut fait par René-Charles-François de La Tour du Pin Chambly de La Charce, fils unique né en 1746. Il est à l'origine des principales constructions actuelles du château de Beauclair. Il est guillotiné le 7 juillet 1794, mais son fils survivra heureusement à la Terreur révolutionnaire. Le château sera en partie incendié durant cette période.
Henry de la Tour du Pin Chambly de La Charce succède à son père guillotiné, et reconstruit les communs, écuries et ferme, dans un style italien, durant la Restauration. Son fils Berlion prend sa suite, puis le fils de celui-ci, prénommé Henry (comme son grand-père), en 1866. Henry n'ayant pas d'enfant, son frère Humbert lui succède au château de Beauclair. Leur sœur épouse Aynard de Clermont-Tonnerre, fils du duc Gaspard de Clermont-Tonnerre, général et ministre durant la Restauration. Aynard de Clermont-Tonnerre deviendra lui aussi général, et décèdera à Bezonville en 1884. Leur fille Gabrielle de Clermont-Tonnerre hérite de la propriété en 1903. Elle avait épousé en 1883 Humbert Hadelin, marquis de La Tour du Pin-Gouvernet.
Le château se transmet ensuite chez les descendants de cette famille jusqu'en 2018 où, dans un état relativement dégradé, il est cédé au comte de Rougé d’Aligre, qui entame alors une restauration d’envergure de l’ensemble du domaine.
Le 7 avril 2019 le château est victime d'un incendie, la toiture s'est entièrement embrasée et selon les pompiers, environ 300 mètres carrés sont brûlés,.
Fin 2022, la reconstruction (charpentes, ensemble des couvertures et façades) se termine, ainsi que la création des nouveaux jardins, à la française (côté Nord) et à l'anglaise (côté Sud) pour s'adapter à l'architecture du monument, sous la direction du propriétaire le comte de Rougé d’Aligre. Après avoir sauvé le monument, il décide de cèder le château en 2025 à une société événementielle.

## Architecture
Les communs, ferme, écuries, orangerie et granges datent de la Restauration. Ils ont été érigés vers 1820, et présentent une influence architecturale nettement italienne.

## Anecdote
Le château a été un lieu de résidence régulier du chanteur français Johnny Hallyday à la fin des années 1960 et au début des années 1970, un musicien de son groupe le louant au propriétaire pour que la star, alors très sollicitée, puisse y travailler ses albums en toute tranquillité. Un studio d'enregistrement avait ainsi été installé dans une des dépendances (le colombier). Y furent travaillées, entre autres, les chansons Que je t'aime, Jésus-Christ, La Musique que j'aime.[réf. nécessaire]

## Galerie de portraits

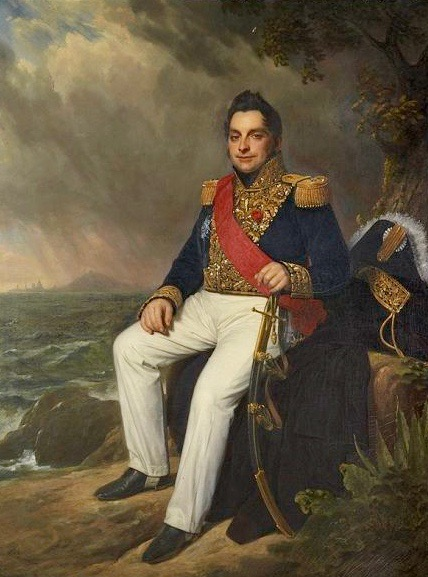
Portrait de Gaspard de Clermont-Tonnerre, 5e duc de Clermont-Tonnerre, père d’Aynard, comte de Clermont-Tonnerre.
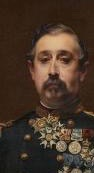
Portrait d’Aynard, comte de Clermont-Tonnerre, qui habite au château au XIXe siècle.
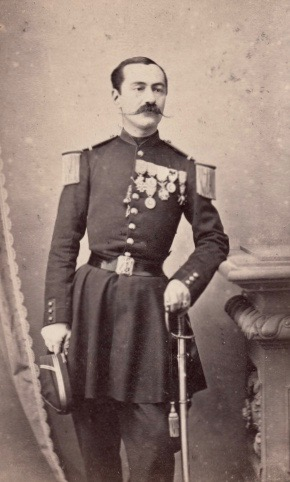
Portrait d'Henri de La Tour du Pin Chambly de La Charce, qui meurt au château le 4 juillet 1885.
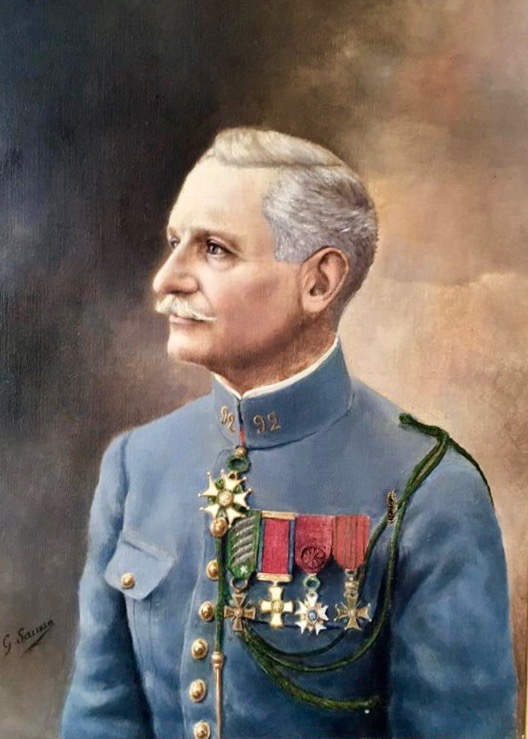
Portrait du baron Louis d’Oullenbourg, qui se marie le 15 juillet 1927 au château de Beauclair à Morville-en-Beauce, avec Renée de La Tour du Pin-Gouvernet.
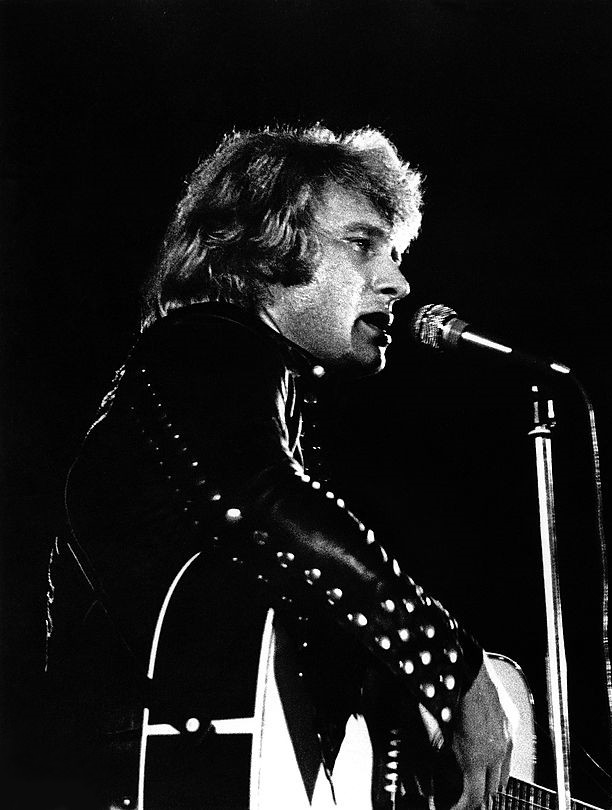
Le chanteur Johnny Hallyday, qui résida régulièrement au château de Beauclair à la fin des années 1960 et au début des années 1970.